# Криушенко, Игорь Николаевич
И́горь Никола́евич Криуше́нко (бел. Ігар Мікалаевіч Крывушэнка; род. 10 февраля 1964, Минск) — советский и белорусский футболист, футбольный тренер. Главный тренер футбольного клуба «Нафтан».

## Карьера

### Клубная
Воспитанник футбольной школы СДЮШОР-5 (Минск). Первый тренер М. М. Мустыгин.
Играл за юношескую сборную СССР. Выступал за минское «Динамо», дубль (1980—1984), гродненский «Химик» (1985—1986), лидский «Обувщик» (1986), фрунзенскую «Алгу» (1988), актюбинский «Актюбинец» (1989), алданский «Металлург» (1990—1993), якутское «Динамо» (1994—1995, играющий тренер), «Селенгу» Улан-Удэ (1996), могилёвское «Торпедо-Кадино» (1997).

### Тренерская
Работал тренером «Торпедо-Кадино»(1998), тренером фарм-клуба «Смена-БАТЭ» (1999—2000). В 2001—2004 тренировал дублирующий состав ФК БАТЭ.
С 2005 по 2007 год — главный тренер БАТЭ. С 13 ноября 2007 — по сентябрь 2008 главный тренер минского «Динамо».
С 20 декабря 2008 по 9 мая 2011 года — главный тренер новосибирской «Сибири». 12 декабря 2010 года в Москве окончил 240-часовое обучение в ВШТ на тренерских курсах и получил лицензию Pro.
С 7 ноября 2012 года — главный тренер жодинского «Торпедо»-БелАЗа.
1 апреля 2017 года был назначен исполняющим обязанности главного тренера национальной сборной Беларуси с сохранением поста главного тренера в «Торпедо-БелАЗ», 22 марта официально заступил на должность. В июле 2017 года покинул пост в «Торпедо-БелАЗ», проведя прощальный товарищеский матч с узбекистанским футбольным клубом «Алмалык», и сконцентрировался на работе в сборной.
Под руководством Криушенко сборная Беларуси заняла последнее место в группе в рамках отборочного раунда чемпионата мира 2018. Тем не менее в ноябре 2017 года контракт с тренером был продлён ещё на год. В 2018 году сборная Беларуси одержала победу в своей группе в дивизионе D Лиги наций, не пропустив ни одного гола, однако в 2019 году начала отбор к Чемпионату Европы 2020 с четырёх поражений подряд. 13 июня 2019 года по соглашению с руководством АБФФ Криушенко покинул пост главного тренера национальной сборной.
В декабре 2019 года стал главным тренером индонезийского клуба «ТИРА-Персикабо». 23 ноября 2021 года покинул свой пост.
В декабре 2022 года стал главным тренером брестского «Динамо». 18 апреля 2023 года покинул свой пост после неудачного старта в Белорусской Высшей лиге.
В январе 2024 года стал главным тренером борисовского БАТЭ.
27 августа 2024 года покинул пост главного тренера БАТЭ.
12 сентября 2024 года стал главным тренером новополоцкого «Нафтана».

## Достижения
- Двукратный чемпион Беларуси (БАТЭ, 2006, 2007)
- Обладатель Кубка Беларуси (БАТЭ, 2006, Торпедо-Белаз, 2016)
- Финалист Кубка Беларуси (БАТЭ, 2005, 2007)
- Третий квалификационный раунд Лиги чемпионов УЕФА (БАТЭ, 2007)
- Вывел «Сибирь» из Первого дивизиона в Премьер-лигу за дебютный сезон (2009)
- Финалист Кубка России («Сибирь», 2010)
- Раунд плей-офф Лиги Европы УЕФА («Сибирь», 2010)